# Dubina (Ralská pahorkatina)
Dubina (467 m n. m., německy Eichsteinberg) je vrch v okresech Česká Lípa a Liberec v Libereckém kraji, v CHKO Lužické hory. Leží asi 2,5 km severovýchodně od obce Kunratice u Cvikova dílem na jejím katastrálním území a dílem na území vsi Heřmanice v Podještědí.

## Geomorfologické zařazení
Vrch náleží do celku Ralská pahorkatina, podcelku Zákupská pahorkatina, okrsku Cvikovská pahorkatina, podokrsku Velenická pahorkatina a Drnovecké části.

## Přístup
Automobilem lze nejblíže přijet k silnici Cvikov – Jablonné v Podještědí jižně od vrchu. Sítí lesních a polních cest pak lze pěšky vystoupat na vrchol. Severním sousedstvím přes Jezevčí vrch vede žlutá turistická stezka.